# Budismo na Índia
O budismo nasceu nos arredores da antiga Mágada (atual Bihar) no nordeste indiano. A partir do seu local de nascimento, o budismo espalhou-se para outras partes do norte e para o centro da Índia.

## O budismo primitivo
Nos quarenta e cinco anos seguintes após ter atingido a iluminação e criado sua doutrina, Sidarta Gautama, o Buda histórico, percorreu a planície do Ganges, na região central da Índia, ensinando as suas doutrinas a um grupo heterodoxo de pessoas..

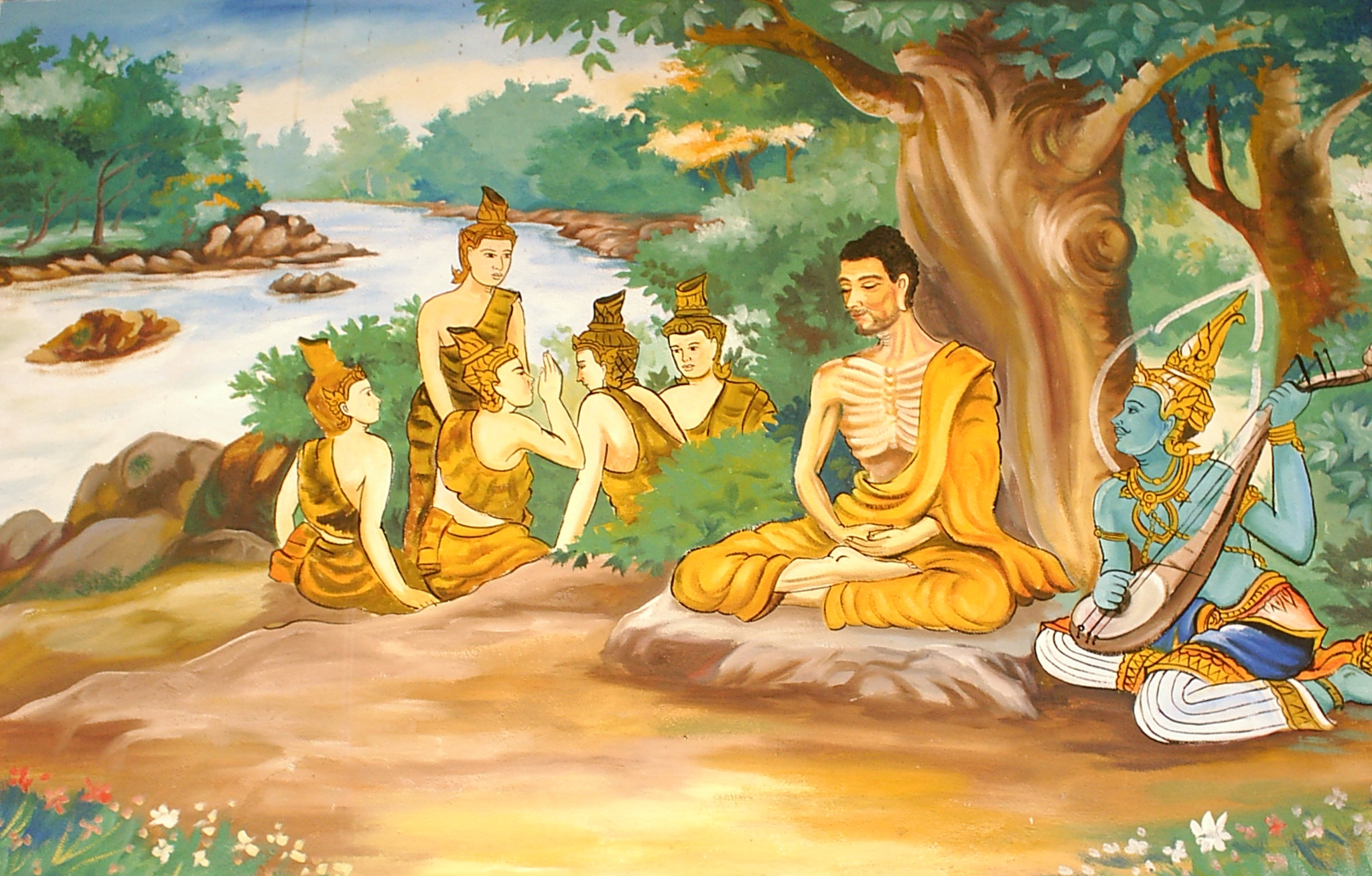
Gautama com seus cinco companheiros, que mais tarde compuseram a primeira Sangha. O personagem em azul é um deva protegendo Sidarta. Pintura da parede de um templo no Laos.

Sidarta morreu aos oitenta anos de idade, na cidade de Cussínara, no atual estado de Utar Pradexe, na Índia. Seu corpo foi cremado por seus amigos, sob a orientação de Ananda, seu discípulo favorito. As cinzas foram repartidas entre vários governantes, para serem veneradas como relíquias sagradas.
O Primeiro Concílio Budista ocorreu em Rajagria pouco tempo depois da morte de Buda, sob o patrocínio de Ajatasatru, imperador de Mágada, tendo sido presidido por um monge chamado Mahākāśyapa. O concílio tinha, como objetivo, registar os ensinamentos orais do Buda (sutra) e codificar as regras monásticas (vinaya). A Ananda, primo de Buda e seu discípulo, foi pedido que recitasse os discursos do Buda e outro discípulo, Upali, recitou as regras da vida monástica. A recitação do vinaya por Upali foi aceita como o Vinaya Pitaka e a recitação do darma por Ananda ficou estabelecida como o Sutta Pitaka. Estes dois elementos, constituem a base do Cânone Páli, referência de ortodoxia em toda a história do budismo.
O Segundo Concílio Budista foi convocado pelo rei Calasoca, tendo decorrido em Vaisali, na sequência de conflitos entre escolas tradicionais do budismo e um movimento de interpretação mais liberal conhecido como os Mahasamghikas. Para as escolas tradicionais, o Buda tinha sido um ser humano que alcançou o estado de iluminação, e este poderia ser facilmente alcançado pelos monges seguindo as regras monásticas. Para os Mahasamghikas, esta perspectiva era demasiado individualista e egoísta. Alternativamente, eles propuseram, como verdadeiro objetivo, o atingir do estado de budeidade. Tornaram-se, então, proponentes de regras monásticas menos rígidas, que pudessem apelar a um maior grupo de pessoas.

## Budismo no Império Máuria
Durante o reinado do imperador máuria Asoca, que se converteu ao budismo e que governou uma área semelhante à da Índia contemporânea (com excepção do sul), essa religião consolidou-se. Após ter conquistado a região de Calinga pela força, Asoca decidiu que a partir de então governaria com base nos preceitos budistas. O imperador ordenou a construção de hospedarias para os viajantes e que fosse proporcionado tratamento médico não só aos humanos, mas também aos animais. O rei aboliu também a tortura e provavelmente a pena de morte. A caça, desporto tradicional dos reis, foi substituída pela peregrinação a locais budistas. Apesar de ter favorecido o budismo, Asoca revelou-se também tolerante para com o hinduísmo e o jainismo.
Asoca pretendeu também divulgar o budismo pelo mundo, como revelam os seus éditos. Segundo estes, foram enviados emissários com destino à Síria, Egito e Macedónia (embora não se saiba se chegaram aos seus destinos) e para o oriente, para um terra de nome Suvarnabhumi (Terra do Ouro) que não se conseguiu identificar com segurança.
O Terceiro Concílio Budista foi convocado por Asoca em Pataliputra (Patna) por volta de 250 a.C., tendo sido presidido pelo monge Mogaliputa. O objectivo do concílio era tentar reconciliar as diferentes escolas budistas, purificar o movimento budista de facções oportunistas atraídas pelo patrocínio real e estabelecer as viagens de missionários budistas para todo o mundo. 
O Cânone Pali (Tipitaka; em sânscrito Tripitaka, "os três cestos"), que compreende textos de referência do budismo tradicional e que se considera ter sido transmitido pelo Buda, foi formalizado nesta ocasião. É composto pela doutrina (Sutra Pitaka), pela disciplina monástica (Vinaya Pitaka) e por um novo corpo de textos de carácter filosófico (Abhidharma Pitaka).
As tentativas de Asoca para purificar o budismo, acabaram por produzir uma rejeição de movimentos budistas emergentes. Após 250 a.C. a escola Sarvastivada (rejeitada pelo Terceiro Concílio, segundo a tradição Theravada) e a escola Dharmaguptaka tornaram-se influentes no noroeste da Índia e na Ásia Central até à época do Império Cuchana nos primeiros séculos da era comum. A escola Dharmaguptaka caracterizava-se por acreditar que o Buda era um ser que estava separado e acima da comunidade budista, enquanto que a escola Sarvastivadin acreditava que o passado, o presente e o futuro coexistiam ao mesmo tempo.

## Perseguição das Dinastias Sunga e Kanva
O Império Máuria chegou ao fim em finais do século II a.C.. A Índia foi então dominada pelas dinastia locais dos Sunga (c.185-173 a.C.) e dos Kanva (c.73-25 a.C.), que perseguiram o budismo, embora este conseguisse prevalecer.  Após ter deposto o rei Briadrata Máuria (último representante dos Máurias) o militar Pusiamitra Sunga conquistou o trono. Sunga era um brâmane ortodoxo que alegadamente era hostil ao budismo, o qual teria perseguido. Segundo relatos, ele teria destruído mosteiros e mandado matar monges. Em locais como Nalanda, Bodhgaya, Sarnath, e Mathura grande parte dos mosteiros budistas teriam sido convertidos em templos hindus.

## O greco-budismo no Reino Indo-Grego

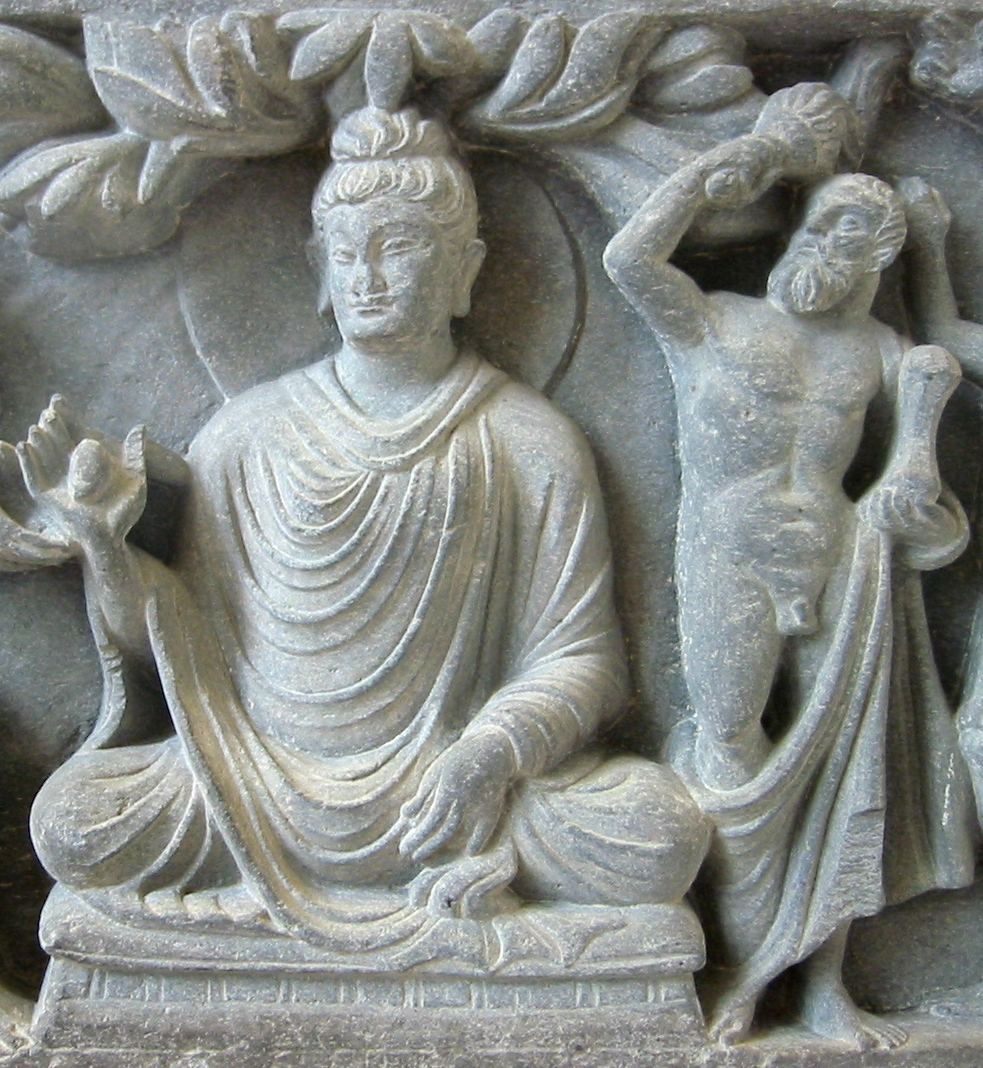
Representação de Vajrapani como Héracles (à direita), como protetor de Buda, século II.

O rei greco-bactriano Demétrio I invadiu a Índia até Pataliputra em 180 a.C., tendo estabelecido um Reino Indo-Grego que duraria em partes do norte da Índia até o século I a.C..
O rei indo-greco Menandro I (rei entre 160-135 a.C.) teria se convertido ao budismo. As moedas deste rei apresentam a referência "Rei Salvador" em grego e por vezes desenhos da "roda do dharma". Após a sua morte, a honra de partilhar os seus restos mortais foi disputada pelas cidades que governou, tendo sido os seus restos colocados em stupas. Os sucessores de Menandro inscreveram a fórmula "Seguidor do Dharma" em várias moedas e retrataram-se realizando a mudra vitarka.

## Budismo no Império Cuchana
Os reinos indo-gregos foram gradualmente aniquilados pela invasão dos citas no noroeste da Índia, e a culturas destes absorvida pelos citas e mais tarde pelos iuechis, fundadores do Império Cuchana (12 a.C.). Um dos mais importantes imperadores desta dinastia, Canisca I (r. 127–147), foi um grande proselitista do budismo.
Os cuchãs apoiaram o budismo e um Quarto Concílio Budista seria mesmo convocado pelo rei Canisca I por volta do ano 100 em Jalandar ou em Caxemira. Esta concílio está associado à emergência do budismo Mahayana e à separação deste da tradição Theravada, que não reconhece a validade do concílio, o qual denomina como "concílio dos monges heréticos".
Canisca teria juntado quinhentos monges em Caxemira, liderados por Vasumitra, para editar o Tripitaca.

## Budismo no Império Gupta
Após o fim do império Cuchana, o budismo floresceria na Índia durante o Império Gupta (240-550). Os monarcas favorecem o budismo, e também o hinduísmo. Vários centros do saber Maiaana seriam criados, como Nalanda no nordeste da Índia, que se tornaria umas das universidades budistas mais importantes durante vários séculos, com mestres conhecidos como Nagarjuna. O estilo gupta de arte budista tornou-se influente à medida que a religião se difundiu do sudeste asiático à China.

## Declínio do budismo na Índia

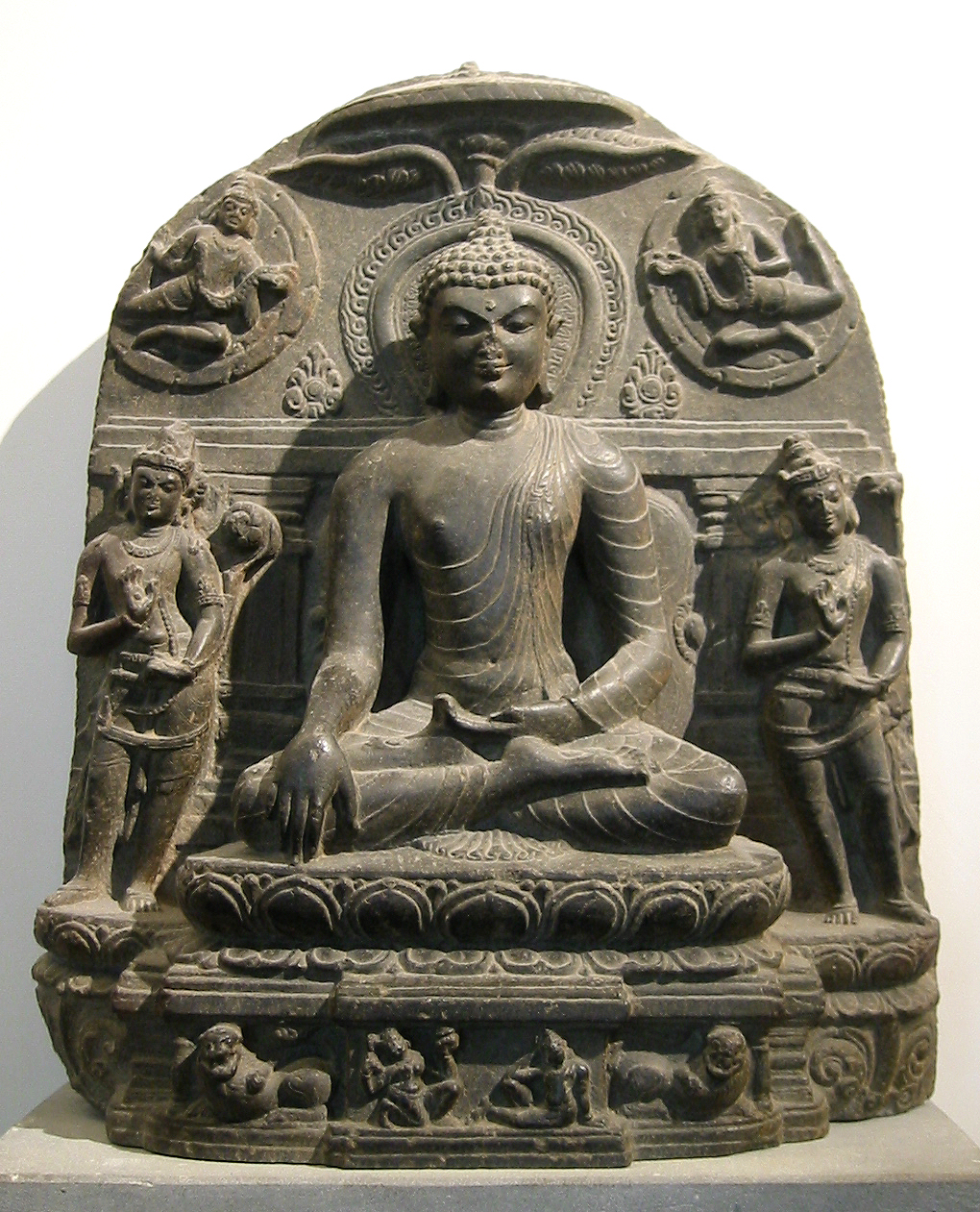
Buda e Bodhisattvas, século XI, Império Pala.

Em meados do século VI, o budismo indiano começou a entrar em decadência em consequência das invasões dos hunos brancos, oriundos da Ásia Central, que invadem o noroeste da Índia, provocando a destruição de inúmeros mosteiros budistas.
A partir de 750, houve um renascimento do budismo, quando a dinastia Pala governou no nordeste da Índia até ao século XII, apoiando os grandes centros monásticos budistas, entre os quais o de Nalanda.
Contudo, a partir do século XII, o budismo entra num declínio definitivo devido a vários factores. Entre estes, encontravam-se o revivalismo hindu, que se manifestou com figuras como Adi Shankara e pelas invasões dos muçulmanos dos séculos XII e XIII.
Um dos acontecimentos mais marcantes na decadência do budismo indiano ocorreu em 1193 com a destruição de Nalanda por povos túrquicos islâmicos liderados por Maomé Quilji. No final do século XII, após a conquista islâmica do baluarte budista de Bihar, os budistas deixaram de ser uma presença significativa na Índia. Para o desaparecimento do budismo também contribuiu o revivalismo hindu expresso através da escola Advaita Vedanta e no movimento Bhakti.

## Budismo na Índia atualmente
Apesar de ter nascido na Índia, o budismo é hoje praticado em pontos isolados do país.
Embora o budismo tenha passado por uma verdadeira renovação a partir de 1959, ano em que o Dalai Lama escolhe o exílio, ele parece quase ausente da Índia, a ponto de termos, muitas vezes, de seguir turistas  para localizar os lugares santos de antigamente. Nesse percurso, ao longo dos séculos, o budismo suscitou desvios, heresias e seitas.